# 碧潼郡
碧潼郡（ピョクトンぐん）は、朝鮮民主主義人民共和国平安北道の北部に位置する郡。

## 地理
鴨緑江を堰きとめて作られた水豊ダムのダム湖（水豊湖）のほとりに位置する。対岸は中華人民共和国である。

### 隣接行政区
- 東 － 雩時郡（慈江道）
- 南 － 東倉郡
- 西 － 昌城郡

## 行政区画
1邑・19里を管轄する。
| - 碧潼邑（ピョクトンウプ） - 鸛上里（クォンサンニ） - 鸛倉里（クォンチャンニ） - 南西里（ナムソリ） - 南中里（ナムジュンニ） - 南下里（ナマリ） - 大洞里（テドンニ） - 大豊里（テプンニ） - 東主里（トンジュリ） - 東下里（トンハリ） | - 龍坪里（リョンピョンニ） - 麻田里（マジョンニ） - 社倉里（サチャンニ） - 城上里（ソンサンニ） - 城下里（ソンハリ） - 松連里（ソンニョンニ） - 松四里（ソンサリ） - 松三里（ソンサムニ） - 松二里（ソンイリ） - 永豊里（ヨンプンニ） |

## 歴史
1945年8月時点で、平安北道碧潼郡は、碧潼面・大平面・吾北面・雩時面・加別面・鸛会面・城南面・松西面の8面から構成されていた。
1952年12月、北朝鮮の行政区画改編に伴い、鸛会・城南・松西・碧潼面からなる碧潼郡が再編された（1邑20里）。東部にあった雩時・加別・吾北面は雩時郡として分割された。

### 年表
この節の出典
- 1914年4月1日 - 郡面併合により、平安北道碧潼郡に以下の面が成立。(8面)
  - 郡部面・加別面・雩時面・城南面・松西面・大坪面・吾北面・鸛会面
- 1918年 - 郡部面が碧潼面に改称。(8面)
- 1940年 - 大坪面の一部が碧潼面に編入。(8面)
- 1945年(光復直後) (7面)
  - 大坪面が碧潼面に編入。
  - 楚山郡城西面の一部が吾北面・雩時面に分割編入。
- 1952年12月 - 郡面里統廃合により、平安北道碧潼郡鸛会面・城南面・松西面および碧潼面の一部地域をもって、碧潼郡を設置。碧潼郡に以下の邑・里が成立。(1邑20里)
  - 碧潼邑・麻田里・大豊里・松連里・大洞里・永豊里・南西里・東下里・社倉里・龍坪里・鸛倉里・鸛上里・会上里・南下里・南中里・城下里・城上里・松一里・松二里・松三里・松四里
- 1953年 (1邑20里)
  - 碧潼邑が東主里に降格。
  - 松一里が碧潼邑に昇格。
- 1954年 - 会上里が東倉郡に編入。(1邑19里)